# 75 Public Square
75 Public Square es un edificio de oficinas de gran altura en Public Square en el centro de la ciudad de Cleveland, en el estado de Ohio (Estados Unidos). Fue diseñado por el estudio de arquitectura de Cleveland de Hubbell & Benes y se completó en 1915. Sirvió como sede de Cleveland Electric Illuminating Company hasta la construcción del adyacente 55 Public Square en 1958. También colinda con la histórica Old Stone Church. En 2014, Millennia Companies, que planeaba convertir el edificio en apartamentos, lo compró por 4 millones de dólares.